# اکسید گالیم (III)
اکسید گالیم(III) (به انگلیسی: Gallium(III) oxide) با فرمول شیمیایی Ga۲O۳ یک ترکیب شیمیایی با شناسه پاب‌کم ۵۱۳۹۸۳۴ است. که جرم مولی آن ۱۸۷٫۴۴۴ g/mol می‌باشد. شکل ظاهری این ترکیب، پودر بلورین سفید است.